# Onychomyrmex
Onychomyrmex  este un gen de furnică australian din subfamilia Amblyoponinae. Cele trei specii ale sale sunt cunoscute din estul Queensland, Australia. Deși nu sunt adevărate furnici de armată, speciile de Onychomyrmex prezintă un stil de viață asemănător furnicilor de armată, inclusiv prădarea în grup și nomadismul.

## Distribuție
Genul este cunoscut din Queensland, Australia, unde se găsește trăind în principal în bușteni putreziți din pădurile tropicale de-a lungul coastei de est. Distribuția lor poate varia în nord-estul New South Wales. Localitățile tip ale cele trei specii sunt: Kuranda (O. doddi), Muntele Bellenden Ker (O. hedleyi) și  Herberton (O. mjobergi).

## Specii
- Onychomyrmex doddi Wheeler, 1916
- Onychomyrmex hedleyi Emery, 1895
- Onychomyrmex mjobergi Forel, 1915